# アジア・太平洋国会議員連合
アジア・太平洋国会議員連合（アジア・たいへいようこっかいぎいんれんごう、Asian-Pacific Parliamentarians' Union, 略称：APPU）は、アジア太平洋諸国の自由主義・民主主義を支持する国会議員による超党派の国際組織。
1965年、岸信介元首相らの提唱により、志を同じくするアジアの国々によって「アジア国会議員連合」（APU：Asian Parliamentarians' Union）を創設。その後、加盟国を徐々に増やし、1980年に「アジア・太平洋国会議員連合」（APPU：Asian-Pacific Parliamentarians' Union）に名称を変更した。現在は、正加盟国は21ヵ国、準加盟国2地域、オブザーバー1ヵ国となっている。中央事務局は東京に置かれている。事務総長は、廣瀬徹也・元国連開発計画東京事務所長（元外務省駐アゼルバイジャン大使）。
2009年8月の第40回年次総会は、初めて台湾（台北）で開催され、台湾から馬英九総統が出席した。日本の国会議員からは山本順三、玉澤徳一郎、秋元司、大江康弘、神取忍の5名が参加。齋藤正樹財団法人交流協会台北事務所長も列席した。
2010年8月の第41回年次総会は、東京で開催され、日本の麻生太郎元首相が議長を務めた。台湾からは王金平立法院長が出席。台湾の気候変動枠組条約（UNFCCC）参与支持などを盛り込んだ共同コミュニケを発表した。　

## 正加盟国

### アジア地域
- 日本
- 中華民国（台湾）
- 大韓民国
- タイ王国
- マレーシア
- フィリピン
- ラオス
- モンゴル国

### 太平洋地域
- ナウル
- バヌアツ
- ミクロネシア連邦
- マーシャル諸島
- ソロモン諸島
- パプアニューギニア
- トンガ
- サモア
- キリバス
- クック諸島
- ツバル
- フィジー
- パラオ

## 準加盟国（地域）
- グアム
- 北マリアナ諸島

## オブザーバー
- ベトナム

## 参加の国会議員（一部）
- 山口俊一 - 自民党衆議院議員
- 佐藤勉 - 自民党衆議院議員
- 田中和徳 - 自民党衆議院議員
- 山本順三 - 自民党参議院議員
- 松下新平 - 自民党参議院議員
- 藤末健三 - 自民党元参議院議員
- 大江康弘 - 自民党元参議院議員
- 秋元司 - 元衆議院議員
- 王金平 - 中華民国前立法院長